# Liste der Naturdenkmale in Höpfingen
| Naturdenkmale | Anzahl |
| ------------- | ------ |
| FND           | 0      |
| END           | 2      |
| Gesamt        | 2      |

Die Liste der Naturdenkmale in Höpfingen nennt die verordneten Naturdenkmale (ND) der im baden-württembergischen Neckar-Odenwald-Kreis liegenden Gemeinde Höpfingen. In Höpfingen gibt es insgesamt zwei als Naturdenkmal geschützte Objekte, keines ist ein flächenhaftes Naturdenkmal (FND), beide sind Einzelgebilde-Naturdenkmale (END).
Stand: 31. Oktober 2016.

## Einzelgebilde (END)
| Name                      | Bild | Kennung     | Einzelheiten | Position | Fläche Hektar | Datum        |
| ------------------------- | ---- | ----------- | ------------ | -------- | ------------- | ------------ |
| Pappelallee               |      | 82250391001 | Höpfingen    | ???      | 0,0           | 1. März 1984 |
| Zwei Linden mit Bildstock |      | 82250391002 | Höpfingen    | ???      | 0,0           | 1. März 1984 |
| Legende für Naturdenkmal  |      |             |              |          |               |              |